# New England Conservatory

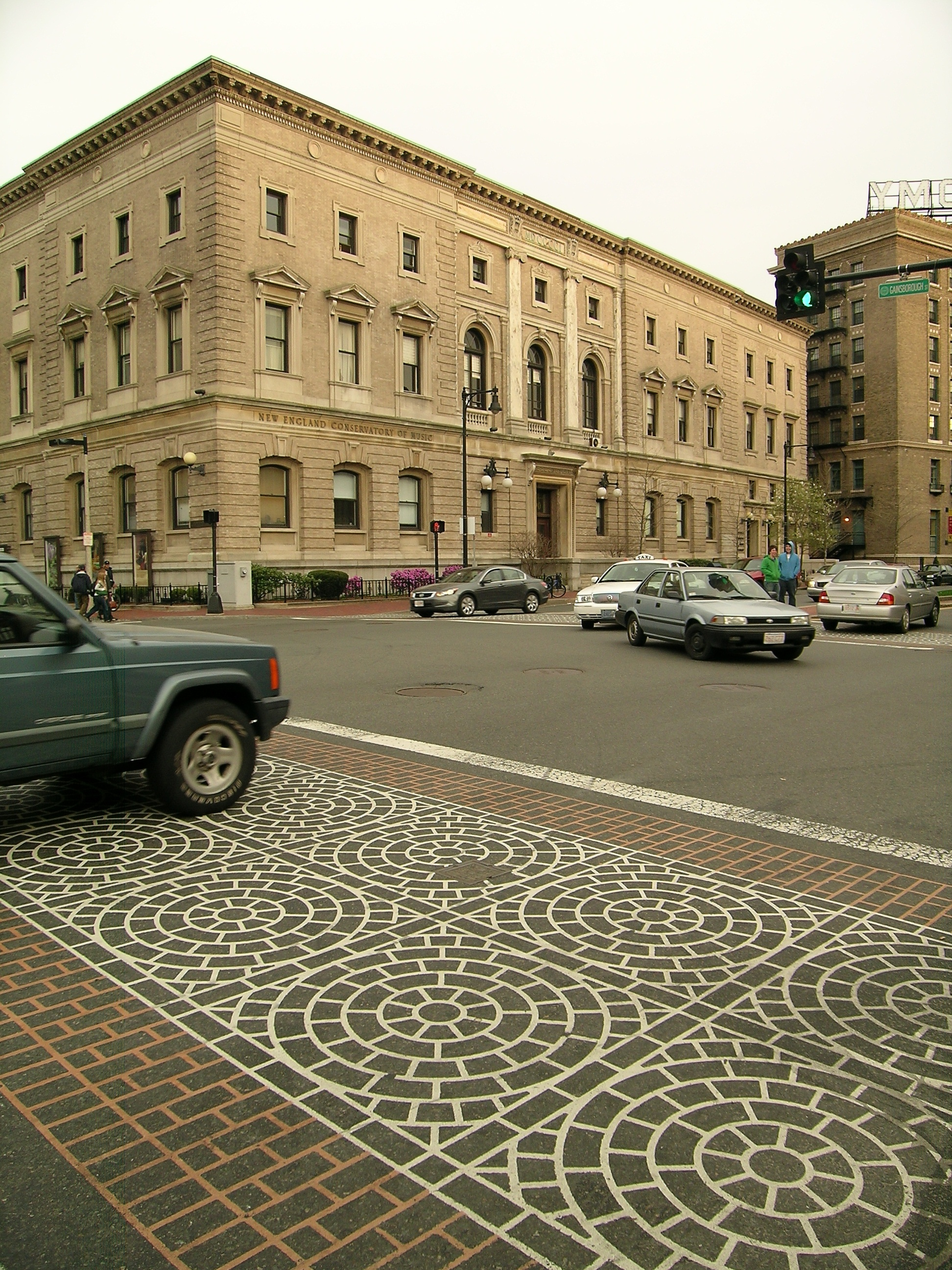
New England Conservatory of Music
in de achtergrond van de Huntington Avenue

Het New England Conservatory of Music (NEC) is het oudste onafhankelijke conservatorium van de Verenigde Staten, gelegen in Boston, Massachusetts. Het conservatorium is in 1867 opgericht door Eben Tourjee (1834-1891).
Het conservatorium wordt gerekend tot de meest vooraanstaande in de Verenigde Staten, en telt 750 studenten en rond 1400 scholieren. Het werkt samen met de Harvard-universiteit in Cambridge (Massachusetts) en met de Tufts University in Medford (Massachusetts) en Somerville (Massachusetts). 

## Geschiedenis
Oorspronkelijk was het conservatorium in de Boston Music Hall aan Tremont Street midden in Boston ondergebracht. In 1870 vertrok men naar het voormalige St. James Hotel aan de Franklin Square in het zuiden van Boston. In 1902/1903 verhuisde men aan de tegenwoordige plek in de buurt van het gebouw van het Boston Symphony Orchestra aan de Huntington Avenue. Ook vandaag bestaat er nog en grote samenwerking tussen orkest en conservatorium, omdat rond 50% van de orkestleden tegelijkertijd ook docenten en professoren aan het New England Conservatory of Music zijn. 
Wereldfaam heeft de strijkerssectie van dit instituut. Het concertgebouw van het conservatorium, de meer dan 100 jaar oude Jordan Hall, is een van de beste concertzalen van de wereld. Orkesten, dirigenten en solisten zijn er heel enthousiast over de akoestiek in dit gebouw. 
Toen in 1908 in Boston het eerste volledige operagezelschap werd opgericht, waren de manager, de dirigenten, de solisten, de meeste leden van het orkest en het koor, de bibliotheek en de repeteerruimte afkomstig van het NEC.

## Campus
De campus van het NEC bestaat uit drie grote gebouw-complexen tussen Gainsborough Street, St. Botolph StreetHuntington Avenue en Massachusetts Avenue in Boston. Het zogenoemde Jordan Hall Building is het hoofdgebouw met de Jordan Hall, Williams Hall, Brown Hall, de Keller Room, de Isabelle Firestone Audio bibliotheek, de Uitvoerings bibliotheek, de kantoren en studio's voor de professoren en de repetitieruimtes voor de studenten. Het tweede gebouw is aan Gainsborough Street met de Residence Hall, de woonruimten van de studenten en de grote Harriet M. Spaulding bibliotheek alsook een groot verzorgingscentrum. Het derde gebouw is het St. Botolph Building aan St. Botolph street met de St. Botolph Hall, het computer laboratorium, de elektronische muziek studio en de meeste klasruimten en kantoren. 

## Studierichtingen
Het conservatorium biedt onder andere cursussen in de volgende vakgebieden:
- strijkers
- houtblazers
- koperblazers
- slagwerk
- piano
- orgel
- zang
- compositie
- jazz performance
- dirigeren
- musicologie
- historisch uitvoeringspraktijk
- hedendaagse improvisatie

## Directeuren en presidenten

### Directeuren
- 1867–1890 Eben Tourjée
- 1867–1868 Robert Goldbeck (als co-directeur)
- 1890–1897 Carl Faelten
- 1897–1930 George Whitefield Chadwick
- 1931–1942 Wallace Goodrich
- 1942–1946 Quincy Porter
- 1946–1953 Harrison Keller

### Presidenten
- 1953–1958 Harrison Keller
- 1958–1962 James Aliferis
- 1962–1967 Chester W. Williams
- 1967–1977 Gunther Schuller
- 1977–1982 J. Stanley Ballinger
- 1982–1983 Laurence Lesser (als artistiek directeur)
- 1983–1996 Laurence Lesser (als president)
- 1997–1999 Robert Freeman
- 1999–2006 Daniel Steiner
- 2006–2007 Laurence Lesser (als interim president)
- 2007– Tony Woodcock

## Bekende leerlingen
- Ted Atkatz, slagwerker
- Yitzhak Yedid, componist en pianist
- Peter Biloen, Nederlands altviolist en dirigent
- Herbert Blomstedt, dirigent laureate, San Francisco Symphony
- Percy Jewett Burrell, dramaturg
- Don Byron, jazz klarinettist en componist
- Sarah Caldwell, dirigent
- Sean Callery, componist
- Colin Carr, cellist
- Regina Carter, violist
- John Clark, jazz hoornist en componist
- Marilyn Crispell, jazzpianist
- Tan Crone, pianist
- Phyllis Curtin, sopraan
- Roberto Diaz, violist, president van het Curtis Institute
- Marty Ehrlich, saxofonist
- Halim El-Dabh, componist
- Anthony Glise, gitarist, componist en auteur
- Judith Gordon, pianist
- Fred Hersch, jazzpianist

- Dave Holland, jazzbassist
- Tadaoki Ishihara, Japans componist en muziekpedagoog
- Sarah Jarosz, Amerikaans zangeres en singer-songwriter
- Timothy Morrison, trompettist
- Christopher O'Riley, pianist
- Dave Douglas, jazztrompettist
- Everett "Vic" Firth, slagwerker
- Michael Gandolfi, componist
- Reed Gratz, jazzpianist
- Denyce Graves, mezzosopraan, Metropolitan Opera
- Bud Herseth, trompettist, Chicago Symphony Orchestra
- Matthew Hoch, zanger, professor aan het Shorter College
- Winifred Horan, violiste
- Kim Kashkashian, altvioliste
- Louis Krasner, violist
- Thomas Oboe Lee, componist
- Andy McGhee, jazzsaxofonist, muziekpedagoog
- John Medeski, jazzpianist
- John Moriarty, dirigent, theaterdirecteur, pianist
- Michael Norsworthy, klarinettist

- Pete Robbins, jazzsaxofonist
- Marcus Rojas, tubaïst
- Eleanor Steber, sopraan
- Coretta Scott King, zangeres
- Luciana Souza, jazz zangeres
- Rose Fitzgerald Kennedy
- William Grant Still, componist en dirigent
- Eric Stokes, componist en muziekpedagoog
- Lara St. John, violist
- Cecil Taylor, jazzpianist
- Albert Tepper, componist en muziekpedagoog
- Nestor Torres, Latin en jazzfluitist, Grammy Award winner
- Dick Twardzik, jazzpianist
- Liebrecht Vanbeckevoort, Belgisch pianist
- Tom Varner, jazz hoornist, componist
- Maurice Whitney, componist, muziekpedagoog en dirigent
- Raymond Wilding-White, componist
- Bernie Worrell, pianist/rock musicus
- Rachel Z, jazzmusicus

## Bekende professoren en docenten
- Jeanne Baxtresser
- Jerry Bergonzi
- Ran Blake
- Bob Brookmeyer
- Jaki Byard
- Robert Cogan
- Vinson Cole
- Francis Judd Cooke
- Stanley Cowell
- Patricia Craig
- Dorothy Delay
- Robin Eubanks
- John Ferrillo
- Eliot Fisk
- Michael Gandolfi
- George Garzone
- Bernard Greenhouse
- Jimmy Giuffre

- Billy Hart
- Fred Hersch
- Dave Holland
- Lee Hyla
- Kim Kashkashian
- Eyran Katsenelenbogen
- Paul Katz
- Joe Maneri
- Cecil McBee
- Ossian Everett Mills
- Donald Palma
- Timothy Morrison
- Ann Hobson Pilot
- Danilo Perez
- Quincy Porter
- Paula Robison
- Carol Rodland

- Eric Rosenblith
- George Russell
- Gunther Schuller
- Robert Leigh Selig
- Russell Sherman
- Joseph Silverstein
- Ezra Sims
- David Stock
- Richard Stoltzman
- Miroslav Vitouš
- Beveridge Webster
- Blanche Winogron
- Felix Wolfes
- Douglas Yeo
- Edward Zambara
- Benjamin Zander
- Frank L. Battisti